# (3187) Dalian
(3187) Dalian est un astéroïde de la ceinture principale.

## Description
(3187) Dalian est un astéroïde de la ceinture principale. Il fut découvert le 10 octobre 1977 à Nanking par l'observatoire de la Montagne Pourpre. Il présente une orbite caractérisée par un demi-grand axe de 2,28 UA, une excentricité de 0,06 et une inclinaison de 2,8° par rapport à l'écliptique.

## Compléments